# Illuminati (singel Malice Mizer)
Illuminati – szósty singel Malice Mizer wydany 20 maja 1998. Autorem tekstu jest Gackt, natomiast muzykę napisał Közi. Teledysk do piosenki przedstawia muzyków biorących udział w eksperymencie naukowym związanym z teorią spiskową mówiącą, że Wszechświat jest kontrolowany przez naukowców.

## Lista utworów
1. ILLUMINATI (P-Type)
2. N•p•s N•g•s (N-Type)
3. ILLUMINATI (P-Type instrumental)